# Орденская планка
Орденская планка — приспособление для компактного ношения орденских (медальных) лент.

## Орденские планки в СССР и России

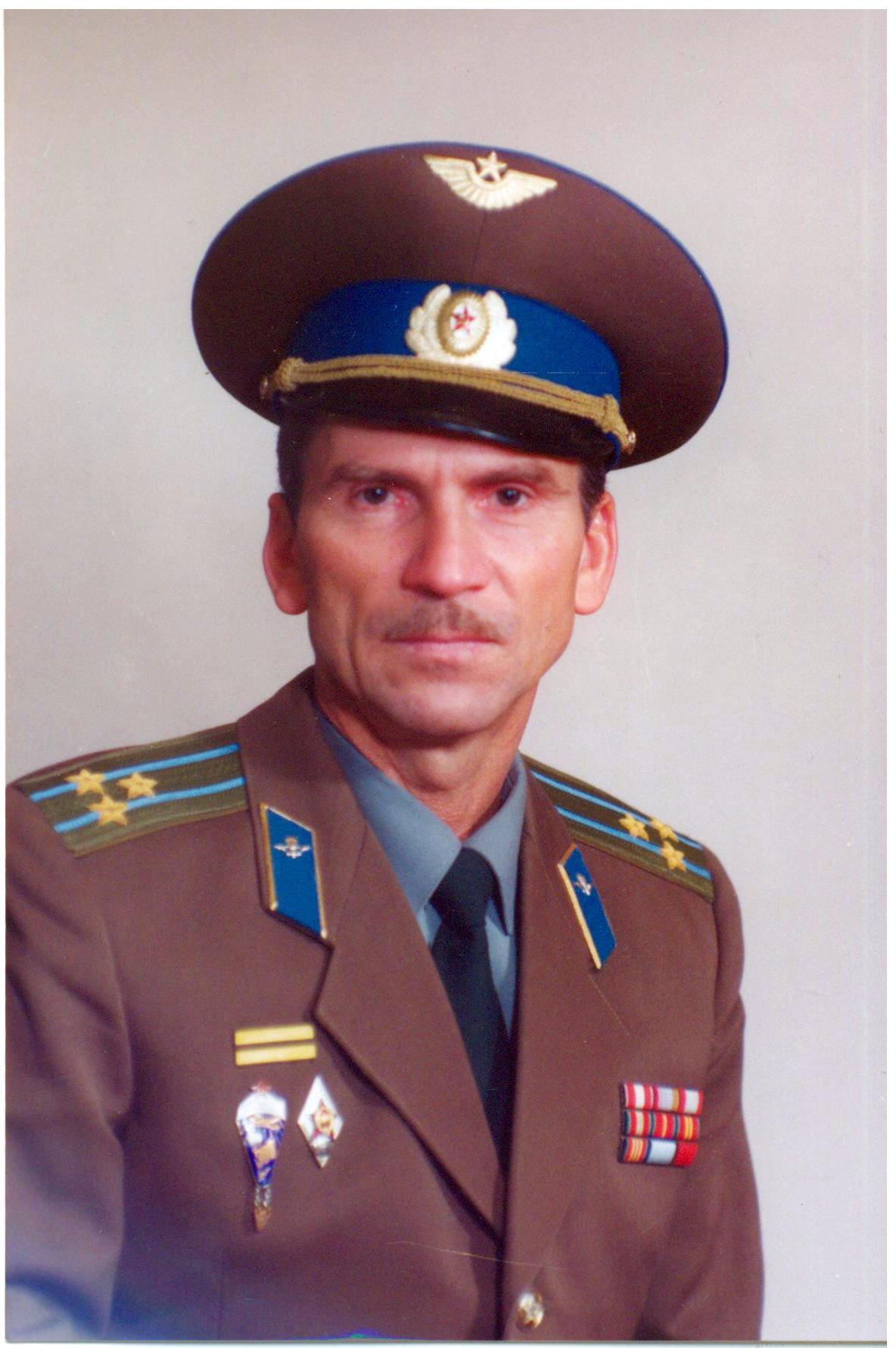
Л. В. Хабаров c орденскими (медальными) планками

Представляет собой обтянутую орденской лентой прямоугольную подложку. Может быть исполнена на металлической либо тканевой, пластмассовой (гибкой) основе. В случае тканевой подложки — цвет может быть подобран под цвет формы одежды (серая, оливковая, синяя, чёрная и так далее). Планки на металлической основе крепятся булавкой, которая имеется на обратной стороне, тканевые планки пришиваются к форме одежды. В качестве места ношения орденских планок определена левая сторона груди. Несколько орденских планок носятся не отдельно, а вместе на общей основе размещённые в соответствии со статутом орденов и медалей.
На общей планке ленты располагаются в определённом порядке в соответствии со статутом орденов и медалей, зафиксированном в соответствующих документах, но общий принцип таков: чем выше ранг награды, тем выше она и в списке расположения.
Каждая награда имеет соответствующую ей орденскую планку. В том случае, когда в составе награды присутствует орденская колодка, то использованная на ней лента также применяется для оформления соответствующей орденской планки.
Ленты некоторых наград, например, Герой Советского Союза, «Золотая Звезда», «Серп и Молот», «Мать-героиня» отдельно от этих медалей не носятся, то есть данные медали планок не имеют.
Изготовление планок производится в специальных мастерских по индивидуальному заказу. На данный момент существуют планки двух типов (размеров): 24×12 миллиметров и 24×8 миллиметров. Первый — это стандарт для ветеранов, второй — для действующих военнослужащих.
Существуют планки двух типов: на китель 28×12 миллиметров и на рубашку 28×8 миллиметров.
Для наград СССР и Российской Федерации используется, в основном, лента шириной 24 миллиметра.

## Правила ношения
Количество орденских планок в одном горизонтальном ряду не должно превышать 10 штук.

## Орденские планки в других странах
Орденские планки Монголии до недавнего времени[уточнить] не обтягивались тканью, а представляли собой металлические пластины, покрытые эмалью.